# Bhaja

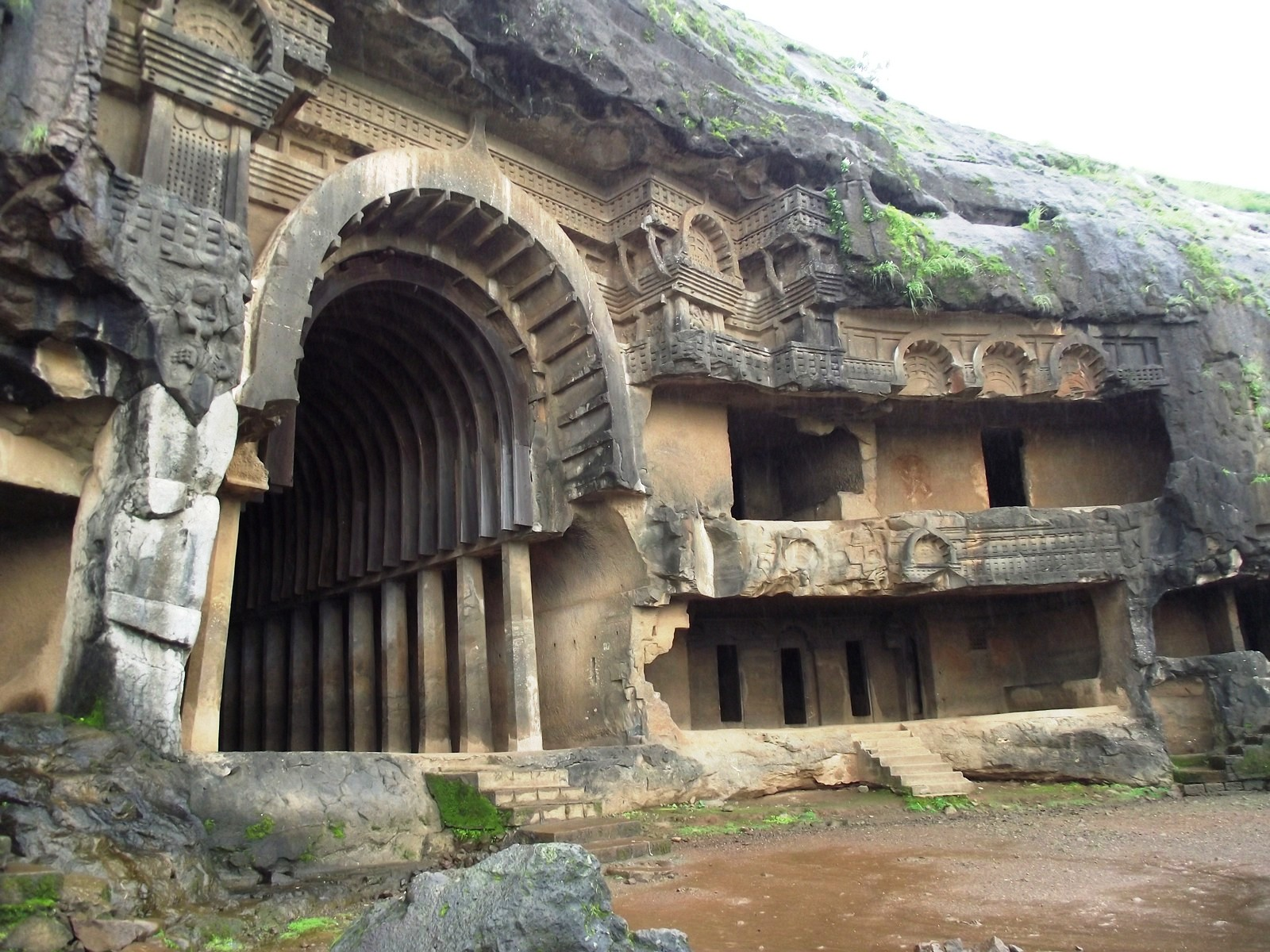
Bhaja-Höhlenkloster – Unmittelbar neben der Haupthalle (chaitya) liegt eine doppelgeschossige Wohnhöhle (vihara). Die Chaitya-Halle war ursprünglich von einer hölzernen Fassade – mit eingearbeiteten Fenster- und Türöffnungen – geschlossen.

Bhaja ist ein aus 22 Höhlen bestehendes frühbuddhistisches Höhlenkloster im indischen Bundesstaat Maharashtra. Der Komplex gehört zu den ältesten seiner Art in ganz Indien.

## Lage
Die Höhlen liegen auf dem Dekkan-Plateau in der Nähe einer alten Karawanenstraße etwa auf halber Strecke zwischen Mumbai und Pune und nur etwa 3 km von Karli entfernt; sie sind am besten vom kleinen Lokalbahnhof in Malavli (Marathi: मळवली) in einem ca. 30-minütigen Fußmarsch zu erreichen.

## Geschichte
Über die Geschichte des Höhlenklosters, d. h. über Bauzeit, Stifter, Handwerker, regionale Bedeutung etc. existieren keinerlei schriftlichen Zeugnisse; lediglich auf zwei Gewölbesparren der Haupthalle sowie in der Zisterne wurden kurze Inschriften entdeckt, wovon die beiden ersteren ins 2. Jahrhundert v. Chr. datiert werden. Die Datierung der frühesten Wohnhöhlen (vihara) und der Haupthalle (chaitya) ins 3. und/oder 2. Jahrhundert v. Chr. beruht somit im Wesentlichen auf stilistischen Vergleichen mit den benachbarten buddhistischen Höhlen von Karli und Bedsa.

## Architektur

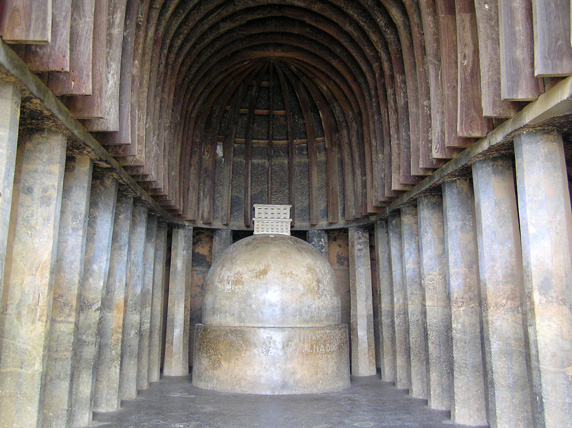
Bhaja – Chaitya-Halle mit Stupa: Schräggestellte oktogonale Pfeiler stützen das aus dem Fels herausgearbeitete Gewölbe, das mit – statisch überflüssigen – Teakholzbalken unterlegt ist, die teilweise über 2000 Jahre alt sind.

### Chaitya-Halle
Die große apsidiale Verehrungshalle (chaitya) mit ihrem weitgehend erhaltenen hölzernen Schein-Gewölbe ist der Kernbau des buddhistischen Höhlenklosters von Bhaja; sie wird von 27 leicht schrägstehenden oktogonalen Pfeilern, die weder über Basen noch über Kapitelle verfügen, in ein breites Mittelschiff und zwei schmale Seitenschiffe unterteilt. Der gesamte Raum ist ca. 17 m lang und ca. 8 m breit; er hat keinerlei Bauzier. Das aus dem Fels herausgearbeitete hohe Gewölbe ist mit z. T. mehr als 2000 Jahre alten Teakholzbalken unterlegt. Der im Apsisbereich der Halle stehende – ebenfalls aus dem Fels gehauene und etwa 3,50 m hohe – Stupa ist kaum gegliedert, wird aber noch von der Zauneinfassung (harmika) eines ehemals vorhandenen Ehrenschirms (chhatri) überhöht. Aufgrund des Vorhandenseins eines Seitenschiffumgangs war die für Buddhisten übliche Umschreitung (pradakshina) des Stupa sowohl direkt als auch indirekt möglich. Möglicherweise war jedoch (zumindest in der Frühzeit des Klosters) die nahe Umschreitung und das Berühren des Stupa nur den Mönchen oder anderen hochgestellten Personen vorbehalten.

### Vihara-Höhlen
Die übrigen Höhlen von Bhaja sind zumeist – gemeinschaftlich genutzte – Wohnhöhlen (viharas) mit aus den Wänden herausgehauenen kleinen Schlafkammern, in denen manchmal noch die erhöhten Steinbetten zu sehen sind. Einige der Höhlen wurden vielleicht (in späterer Zeit) auch als Herbergen für Pilger und vorbeiziehende Kaufleute genutzt, deren Almosen und Spenden stets willkommen waren, denn in der weiteren Umgebung des Klosters gab es nur einige wenige kleine Dörfer, deren Bewohner auf Dauer nicht die tägliche Versorgung der Bettelmönche gewährleisten konnten oder wollten. Der Betrieb des Klosters musste dennoch irgendwie aufrechterhalten und finanziert werden.

#### Funktion
Auch die viharas wurden in mühevoller Arbeit aus dem Fels herausgehauen. Die meisten dieser Höhlen bilden im Innern einen großen quadratischen Gemeinschaftsraum mit anschließenden kleinen Schlafzellen. Wände, Decke und Fußboden des Hauptraums wurden so gut wie möglich geglättet, die Zellen sind dagegen – mit Ausnahme der steinernen Liegestatt – nur grob bearbeitet. Raum und Zellen waren ursprünglich vollkommen schmucklos; in späterer Zeit wurden jedoch auch hier manchmal kleine Stupas oder Buddha-Bildnisse aus den Felskammern herausgearbeitet und Decken und Wände mit Stuck geglättet und bemalt. Einige der kleinen Zellen (z. B. in Höhle 5) haben reich verzierte Eingänge – vielleicht waren sie für hochrangige Mönche oder aber für Besucher und Gäste vorgesehen.

#### Reliefs in Höhle 19
In der Vihara-Höhle Nr. 19 befinden sich zwei außergewöhnliche – und mit Sicherheit erst später (3./4. Jahrhundert n. Chr.) – angefertigte Reliefs (siehe Weblink), die zwei gegnerische(?) Maharajas (Turban), möglicherweise aber auch den vedischen Sonnengott Surya (links) und den vedischen Hauptgott Indra (rechts) zeigen; es wären die frühesten erhaltenen Darstellungen der beiden Hindu-Götter in ganz Indien. Bemerkenswert, aber nicht ungewöhnlich ist die Tatsache, dass in einem buddhistischen Kloster hinduistische Figuren zu sehen sind – beide Religionen existierten in Indien über Jahrhunderte in friedlichem Nebeneinander.
- Surya(?)

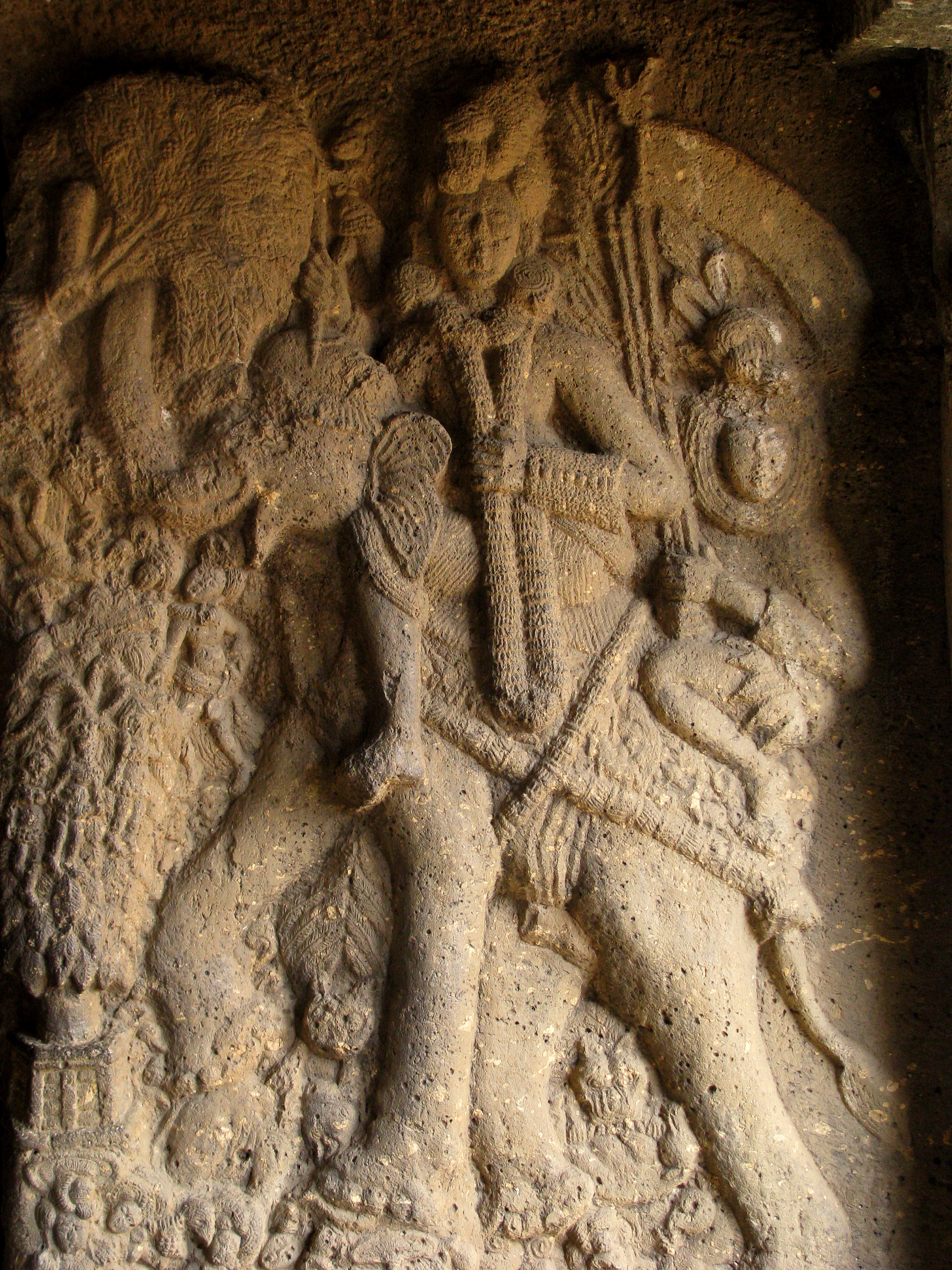
Bhaja; Höhle 19 – Figurenrelief (Detail)

Das linke der beiden – leider nicht gut erhaltenen – Reliefs zeigt möglicherweise Surya auf seinem von vier Pferden gezogenen Sonnenwagen, der wie ein antiker einachsiger Streitwagen gearbeitet ist. Der sichtbare Unterarm der Hauptfigur steckt in einer Manchette; die Zügel hängen leicht herunter. Unterhalb der Pferde liegt eine gekrümmte, unförmig dicke Gestalt mit einem kaum noch erkennbaren Kopf – vielleicht ein besiegter Gegner oder aber ein Dämon. Das Haar des Gottes ist mit einem mehrfach verschlungenen Turban bedeckt; herunterhängende Ohrringe und eine doppelt gewundene Girlande um den Hals bilden den Schmuck. Zur Linken der Hauptfigur hält ein(e) Diener(in) einen Fliegenwedel in der Hand. Zwischen dieser Figur und dem Gott befindet sich ein Schirm – gleichermaßen ein Sonnenschutz wie ein Ehren- oder Hoheitszeichen.
- Indra(?)

Das Relief rechts des Türeingangs zeigt vielleicht den Gott Indra, den Bruder Suryas, auf einem Elefanten reitend, der mit seinem Rüssel einen Baum ergreift; dabei scheint eine Person kopfüber herunterzufallen. Unterhalb des Elefanten und davor ist eine Vielzahl von Menschen zu erkennen – ob Begleitgefolge oder fliehende Gegner ist unklar. In seiner rechten Hand hält Indra einen Elefantenstab (ankus), mit welchem dem Tier Befehle übermittelt wurden. Mit seiner Linken umfasst er eine vom Hals herunterhängende Blumengirlande; um das Handgelenk trägt er eine Manchette. Kopf- und Ohrschmuck ähneln der Surya-Figur auf der gegenüberliegenden Seite. Hinter Indra sitzt ein Diener mit einer Fahne und mit Palmwedeln, die als Luftfächer eingesetzt wurden; um die Hüfte trägt er einen sonderbaren Fetzenrock. Der Türrahmen ist in die Szene miteinbezogen; vor dem rechten Fuß und unterhalb des linken Fußes des Elefanten ist jeweils ein von einem Zaun (harmika) eingefasster Baum zu erkennen. Der aufwendig geknotete Turban des Gottes erinnert an ähnliche Kopfbedeckungen der Shunga-Zeit oder von Bildnissen des vedika-Zauns am Stupa von Bharhut; diese werden zumeist ins 2. Jahrhundert v. Chr. datiert.

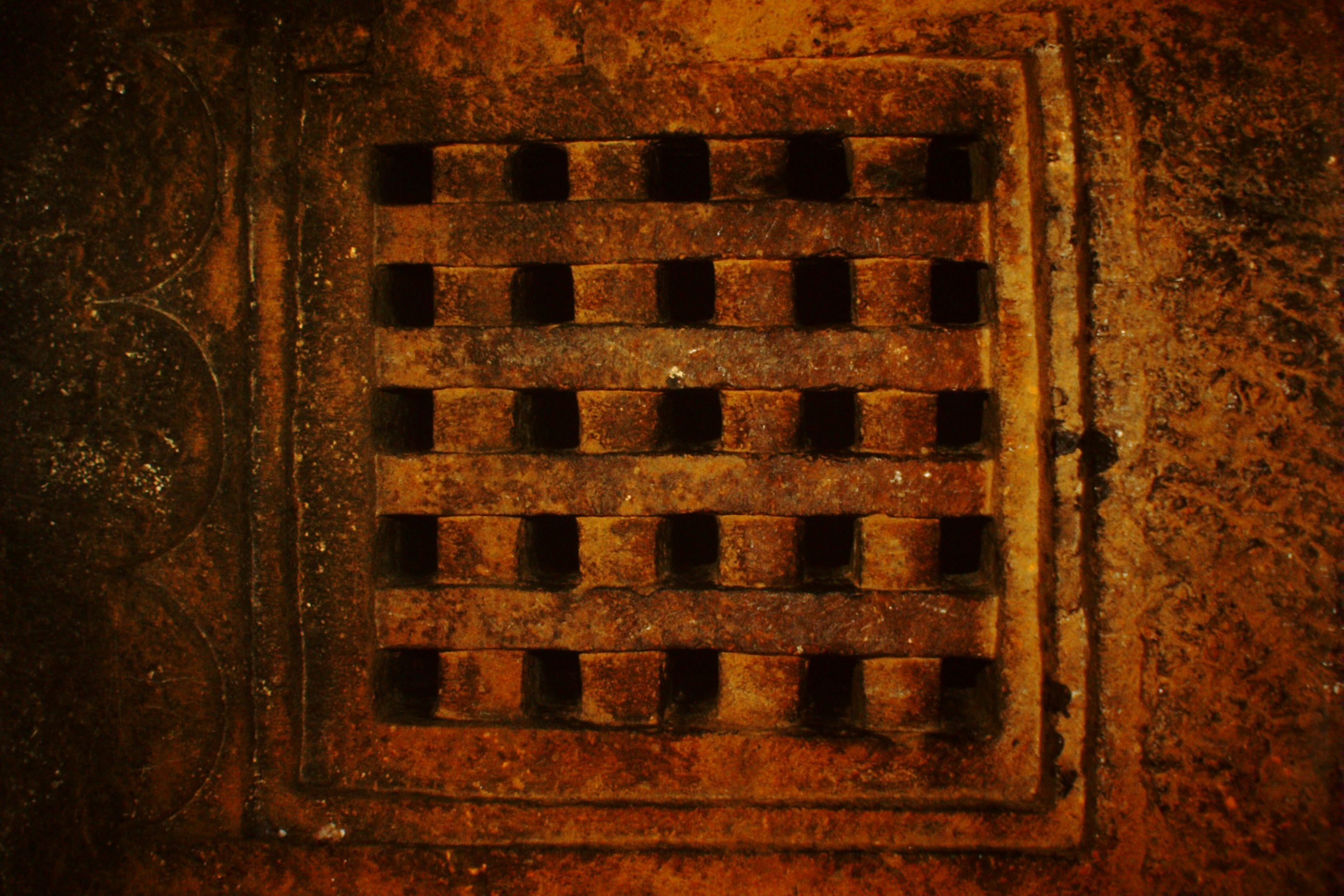
Bhaja – Jali-Fenster in Höhle 19

#### Jali-Fenster
Aus einer Natursteinwand herausgearbeitet ist ein einfaches Jali-Fenster, dass zu den frühesten erhaltenen Exemplaren seiner Art gehört und – angesichts der stets offenen Türen – sicherlich nur wenig zur Belichtung des dahinter liegenden Raumes beitrug, sondern wohl eher rein dekorativ gemeint war. Der Rahmen ist leicht profiliert; die in zwei Ebenen gestaltete Fensterfüllung lehnt sich deutlich an – nicht erhaltene – hölzerne oder geflochtene Vorbilder an. Vergleichbare, allerdings geschlossene Wandmotive finden sich in der Wohnhöhle (vihara) des nahegelegenen Höhlenklosters von Bedsa. Andere frühe Steingitter dieser Art finden sich in den Mahakali-Höhlen nördlich von Mumbai.

## Votivstupas

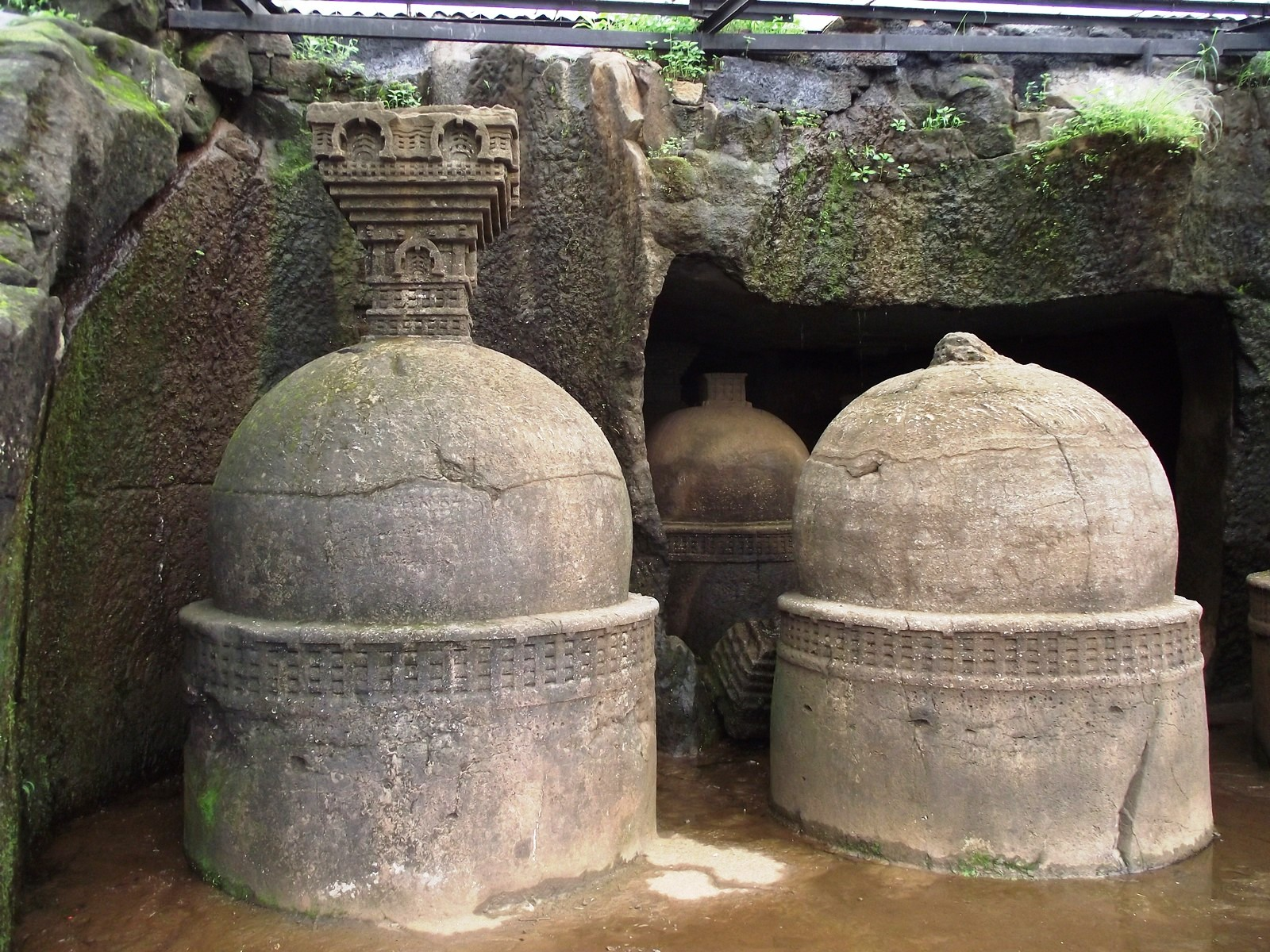
Bhaja – Votivstupas

Unter einem Felsvorsprung bzw. direkt davor stehen 14 aus dem Fels herausgehauene Votiv- oder Gedenkstupas dicht beieinander. Die ungewöhnliche Anlage wird manchmal als eine Art „Friedhof“ bezeichnet; Reliquien oder deren Behältnisse wurden jedoch nicht gefunden. Zwei der Stupas tragen kurze Sthavira-Inschriften, die sich auf die orthodoxe „Lehre der Alten“ beziehen.

## Bedeutung
Die meisten Forscher neigen zu der Ansicht, dass die Chaitya-Halle von Bhaja die älteste ihrer Art in ganz Indien ist. Die schräggestellten Pfeiler und das hölzerne Scheingewölbe verweisen auf frühere freistehende Holzkonstruktionen, deren Existenz als gesichert anzunehmen ist, von denen sich jedoch nichts erhalten hat.

## Umgebung
In nur geringer Entfernung von Bhaja (3 bzw. 12 km) liegen die buddhistischen Höhlenklöster von Karli und Bedsa.